# Matija Bravničar
Matija Bravničar (Tolmin, 24. veljače 1897. – Ljubljana, 25. studenog 1977.), slovenski skladatelj.
Bio je profesor kompozicije na Glazbenoj akademiji Sveučilišta Ljubljani. Po stilu je ekspresionist, a u svoja djela, osobito simfonijska, često unosi motive i slovenskoga glazbenog folklora.

## Djela

### Opere
- "Sablazan u Šentflorjanskoj dolini"
- "Sluga Jernej i njegovo pravo"

### Uvertire
- "Kralj Matjaž",
- "Slovenska plesna burleska",
- "Belokranjska rapsodija",
- "Simfonijski plesovi",
- "Hymnus Slavicus".

## Vanjske poveznice
- Primorci.si – Bravničar, Matija  Arhivirana inačica izvorne stranice od 3. ožujka 2016. (Wayback Machine) (životopis) (slov.)
- Slovenski glasbenoinformacijski center: Matija Bravničar (slov.)
- Digitalna knjižnica Slovenije: Bravničar, Matija (skladatelj) (slov.)
- Discogs.com – Matija Bravničar